# Truppenübungsplatz Döberitz

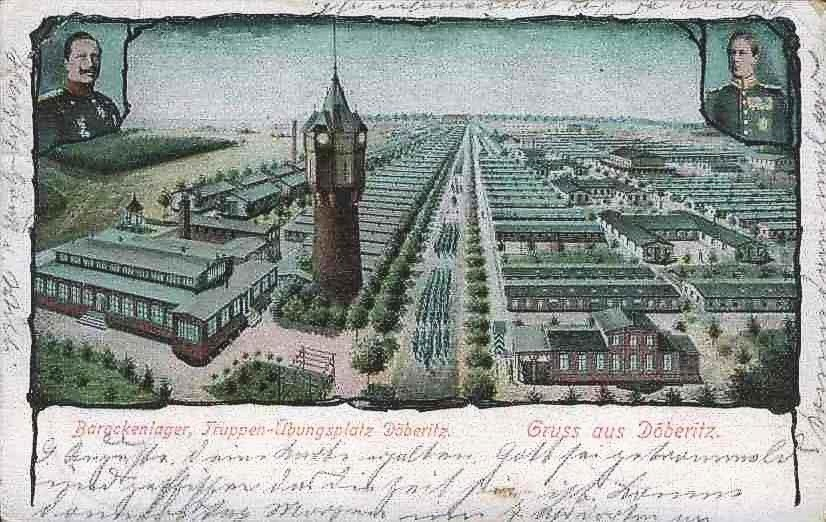
Truppenübungsplatz in Döberitz, Postkarte von 1900

Der Truppenübungsplatz Döberitz, auch bekannt als Heeresschule Döberitz,  war ein bedeutender Truppenübungsplatz bei Dallgow-Döberitz, westlich von Berlin in Brandenburg. Döberitz war einer der größten Übungsplätze in Deutschland. Das Areal wurde mehr als 300 Jahre lang bis 1992 von der preußischen Armee, der Reichswehr und der Wehrmacht sowie den sowjetischen Besatzungstruppen genutzt.
Der Platz diente zur Truppenausbildung des Heeres, zur Unteroffiziers- und Offiziersausbildung (Infanterieschule Döberitz) und zur Ausbildung von Piloten (ab 1910, damals als Fliegerschule Döberitz der Königlich-Preußischen Fliegertruppe), zur Erprobung von neuen Fluggeräten und in den 1930er Jahren als Ausbildungsgelände für Motorfahrzeuge (Reichsmotorsportschule).

## Geschichte
Das Gelände der Döberitzer Heide, das bis 1896 noch bewaldet war, wurde bis 1992 rund 300 Jahre lang als militärisches Manöverareal genutzt. Truppenübungsplatz wurde es erst 1896. Dieser lag westlich von Berlin im Havelland zwischen Dallgow im Norden, Krampnitz im Süden, Priort im Westen und Seeburg im Osten. In diesem Gebiet wurden vereinzelt schon Regimenter König Friedrichs I. in praktischer Kriegsführung geschult. Die erste militärische Nutzung des Geländes um das Dorf Döberitz wurde 1713 unter Friedrich Wilhelm I. aufgezeichnet. Im September 1753 folgte unter Friedrich II. dort ein erstes Großmanöver, das zur Irreführung des Auslands während des Siebenjährigen Krieges in der Literatur verfälschend dargestellt, mit bereits 44.000 Soldaten abgehalten wurde.
Bis 1890 wurden Schießübungen der Berliner und Potsdamer Truppen auf dem Schießplatz in Tegel durchgeführt. Wegen der Mängel des Platzes forderte die preußische Heeresführung ein ständiges Trainingsgelände. Der damalige Chef des Generalstabes vom Gardekorps entschied sich für das Gelände um Döberitz. 1892 wurde der damalige Generalstabsoffizier von Bredow mit der Geländebesichtigung und der Festlegung der Grenzen beauftragt. Die Landvermessungen und die Verhandlungen des Militärfiskus mit den betroffenen Gemeinden begannen 1893 und bis 1894 wurde dafür vom Militärfiskus das Gelände einer erworbenen Fläche von ca. 4400 Hektar um Döberitz requiriert.
Nach Beendigung der Ankaufsverhandlungen wurden drei Viertel des bewaldeten Geländes abgeholzt. Ein Teil des anfallenden Holzes wurde für die Errichtung des Offizierskasinos, der Wirtschaftsbaracken sowie der Ställe des Gardelagers verwendet. Dies geschah mit Hinblick auf den erwarteten Truppeneinsatz in Kolonien (z. B. der Boxeraufstand in China) zur Simulation steppen- und wüstenähnlicher Geografien. Seit 1895 erfolgte die dauerhafte Einrichtung durch Einsetzung und Bau einer Kommandantur und der Garnisonsverwaltung. Der ursprüngliche Standort der Kommandantur befand sich bis 1910 in Spandau und wurde nur in den Sommermonaten – in der Zeit der Übungen – nach Döberitz verlegt.

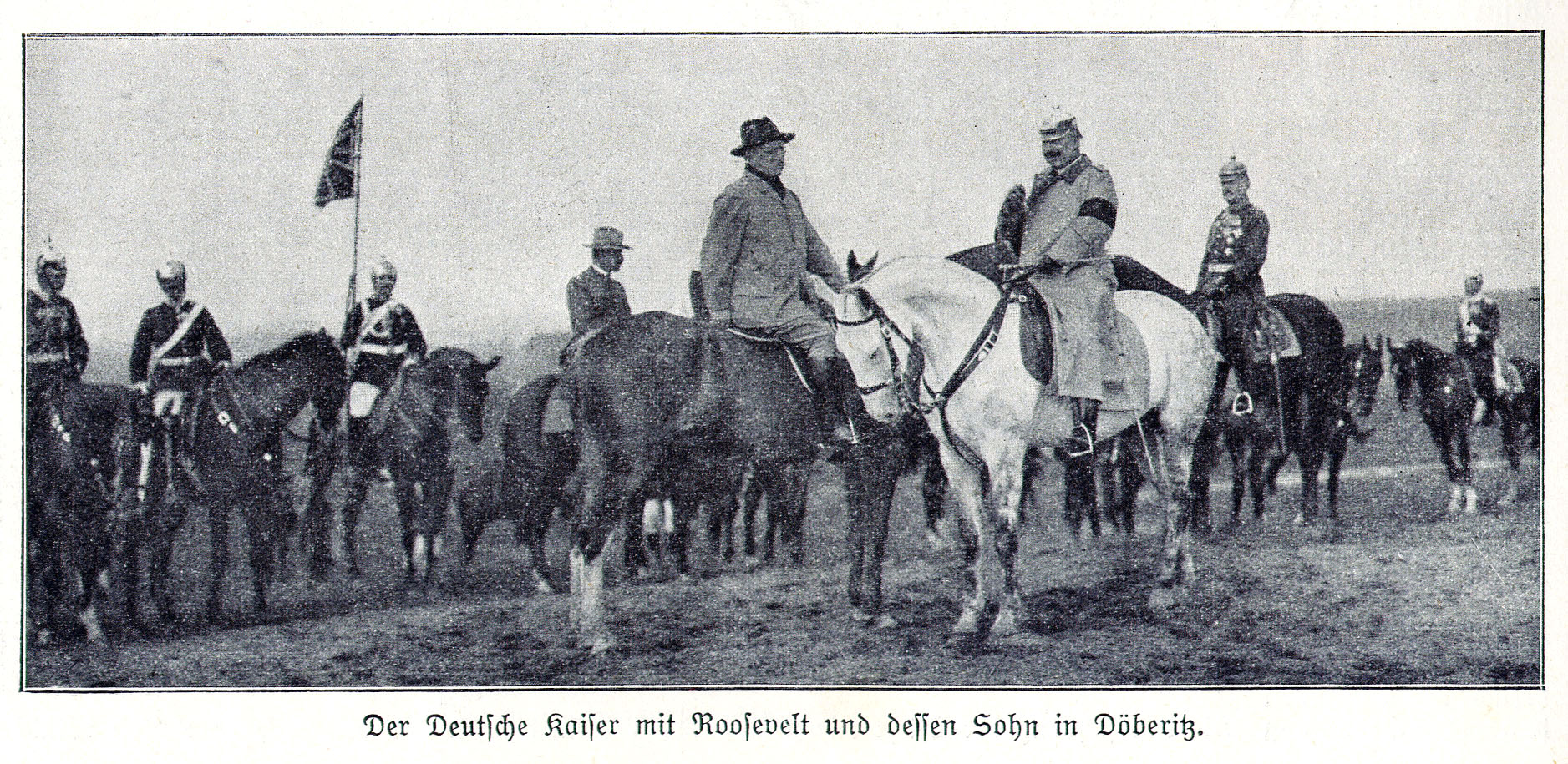
Theodore Roosevelt (Mitte) mit Sohn Kermit (links) und Kaiser Wilhelm II. (auf dem Schimmel) bei einer Militärparade in Döberitz, Mai 1910

Der Truppenübungsplatz erhielt seinen Namen nach dem ehemaligen Dorf Döberitz, das in der Mitte des Platzes lag. Im Jahr 1895 wurde das Dorf Döberitz von seinen letzten Bewohnern geräumt. Nach der Räumung bezog das Wach- und Arbeitskommando die Gebäude im Dorf. In Anwesenheit von Kaiser Wilhelm II. wurde am 1. April 1895 der Truppenübungsplatz Döberitz und das Gardelager seiner Nutzung übergeben. Der Platz diente zunächst als Übungsplatz für das Gardekorps. Im ersten Jahrzehnt des 20. Jahrhunderts wurde auf militärische Anforderung hin die Heerstraße (heutige B 5) ausgebaut. Diese diente als direkte Verbindung zwischen Berlin und dem Truppenübungsplatz. 1901 erhielten die Feldluftschiffer der Luftschiffertruppen das erste Luftschifferbataillon.
Ab 1910 wurde der Flugplatz Döberitz mit Fliegerschule angelegt, der für die erste militärische Flugnutzung in Deutschland bedeutend werden sollte. Vorerst keine eigene Teilstreitkraft, unterstand sie bis 1916 dem Heer. Döberitz ist damit Ursprungsort der deutschen Luftstreitkräfte.

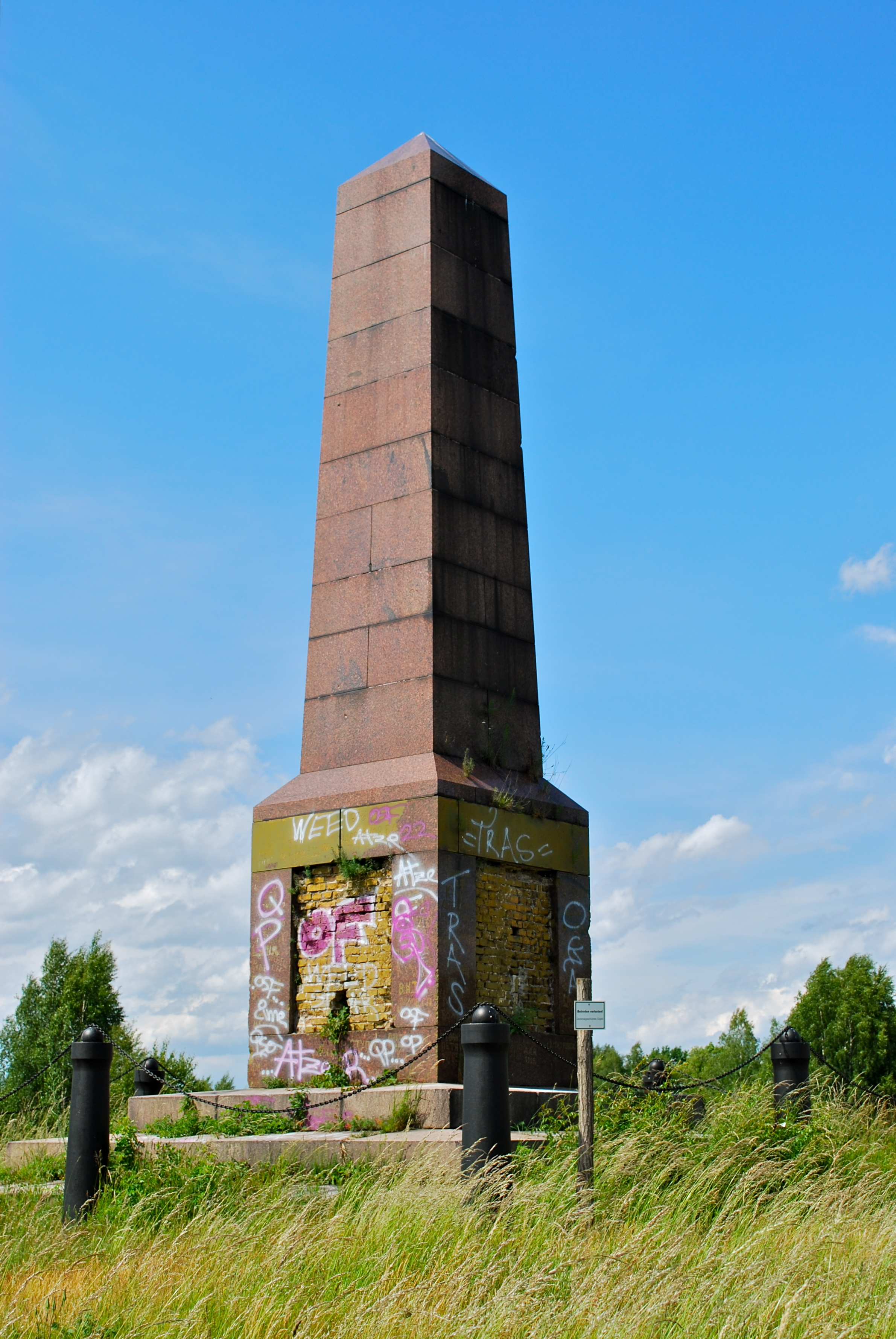
Der Obelisk auf dem Truppenübungsplatz, den Kaiser Wilhelm II. errichten ließ, wurde durch Vandalismus stark beschädigt

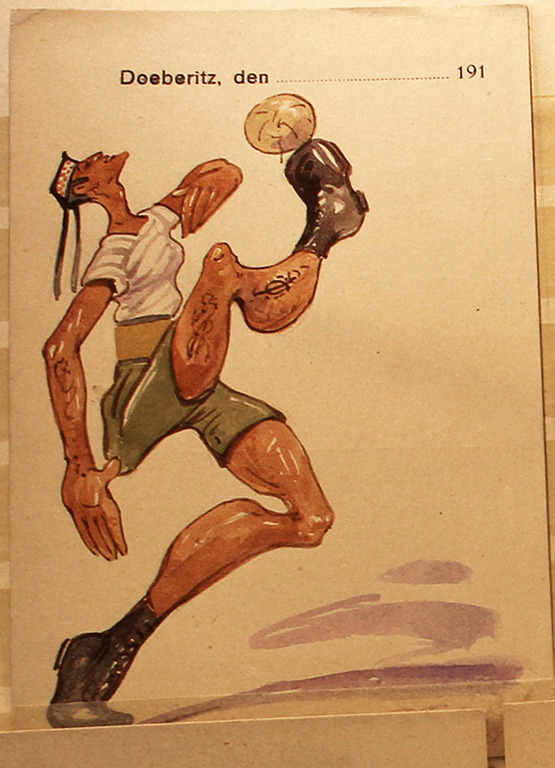
Kriegsgefangenenkarikatur

Zu Beginn des Ersten Weltkriegs wurde am westlichen Lagerrand ein provisorisches Kriegsgefangenenlager eingerichtet, das ab 1915 auf zwei durch Kriegsgefangene neu gebaute Lager bei Rohrbeck und Dyrotz erweitert wurde. Insgesamt waren bis Oktober 1918 dort mehr als 30.000 Gefangene aus sieben Nationen interniert.
Nach dem Ersten Weltkrieg nutzten die Reichswehr, Verbände der Schwarzen Reichswehr und nationalistische Wehrverbände den Übungsplatz und seine Einrichtungen.
Im November 1919 wurde die Freikorps-Brigade Ehrhardt aus Oberschlesien in das Lager Döberitz verlegt. Im März 1920 erging der Befehl die Brigade aufzulösen. Ihre Führer – entschlossen, sich der Auflösung zu widersetzen – appellierten an General Walther von Lüttwitz in Berlin. Lüttwitz, einer der Organisatoren der Freikorps in den Jahren 1918 und 1919, wandte sich an Reichspräsident Friedrich Ebert und Reichswehrminister Gustav Noske, um die Auflösung zu stoppen. Als Ebert dies ablehnte, befahl Lüttwitz der Brigade, nach Berlin zu marschieren. In der Nacht vom 12. auf den 13. März 1920 marschierte die Brigade nach Berlin und besetzte während des Kapp-Putsches 1920 die Stadt.

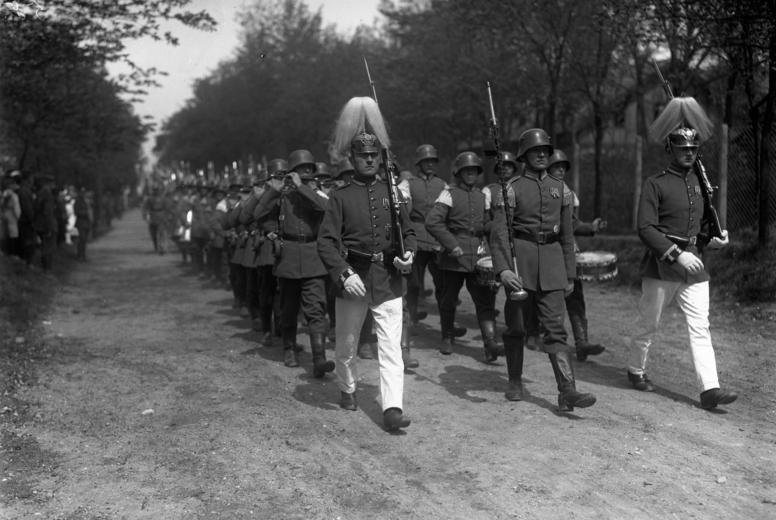
Denkmalseinweihung des Löwen von Döberitz im Mai 1923 für die im Ersten Weltkrieg gefallenen Soldaten

Kurz vor Beginn des Zweiten Weltkriegs wurden moderne Kampfeinheiten hier trainiert und in Verbänden aufgestellt. Vor allem der sandige, trockene Boden der Heidelandschaft machte den Truppenübungsplatz zur Erprobung von Panzerwaffen ideal, er wurde stetig weiter ausgebaut. So wurden unter anderem das Panzerkorps „Großdeutschland“ aus dem Wachregiment Berlin und Teile des Infanterie-Lehr-Regimentes hier gebildet. Auch der Flugplatz Döberitz wurde zur Ausbildung von Piloten und Fallschirmjägern genutzt. 1936 wurde das Regiment General Göring hier aufgestellt und ausgebildet. Noch im gleichen Jahr begann dort der Aufbau der deutschen Fallschirmtruppe aus Angehörigen dieses Regiments.
Im Jahr 1938 errichteten die Berliner Architekten Mohr & Weidner im Auftrag der Wehrmacht auf dem Gelände Bauten für die Kraftfahr-Versuchsanstalt.
Im Rahmen der Olympischen Sommerspiele 1936 fanden auf dem Platz die Wettkämpfe im Vielseitigkeitsreiten und der Geländeritt im Modernen Fünfkampf statt.
Ab 1944 bis Kriegsende existierten in Dallgow-Döberitz Außenstellen des KZ Sachsenhausen für Männer und des KZ Uckermark für Mädchen und junge Frauen sowie ein Zwangsarbeiterlager, in dem sowjetische Kriegsgefangene interniert waren.
Die letzte militärische Einheit war die Infanterie-Division Potsdam, die als Teil der 12. Armee unter Walther Wenck am 29. März 1945 hier noch aufgestellt wurde.

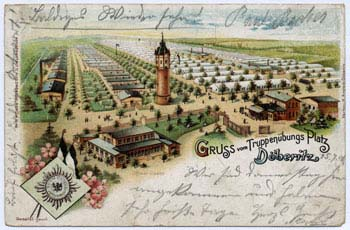
Barackenlager Döberitz vor 1900 mit den ersten Wellblechbaracken
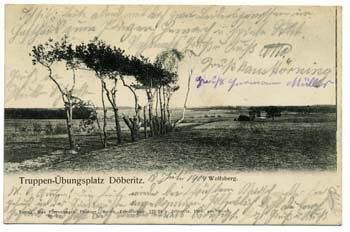
Truppenübungsplatz, die sogenannte „Wüste“ Döberitz, 1904
Döberitz Dorf
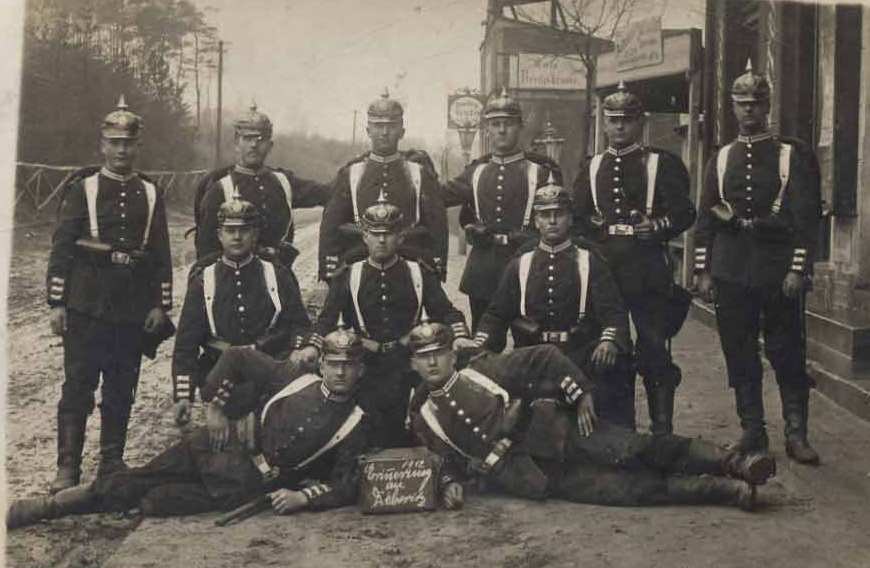
Soldaten auf dem Truppenübungsplatz, 1912
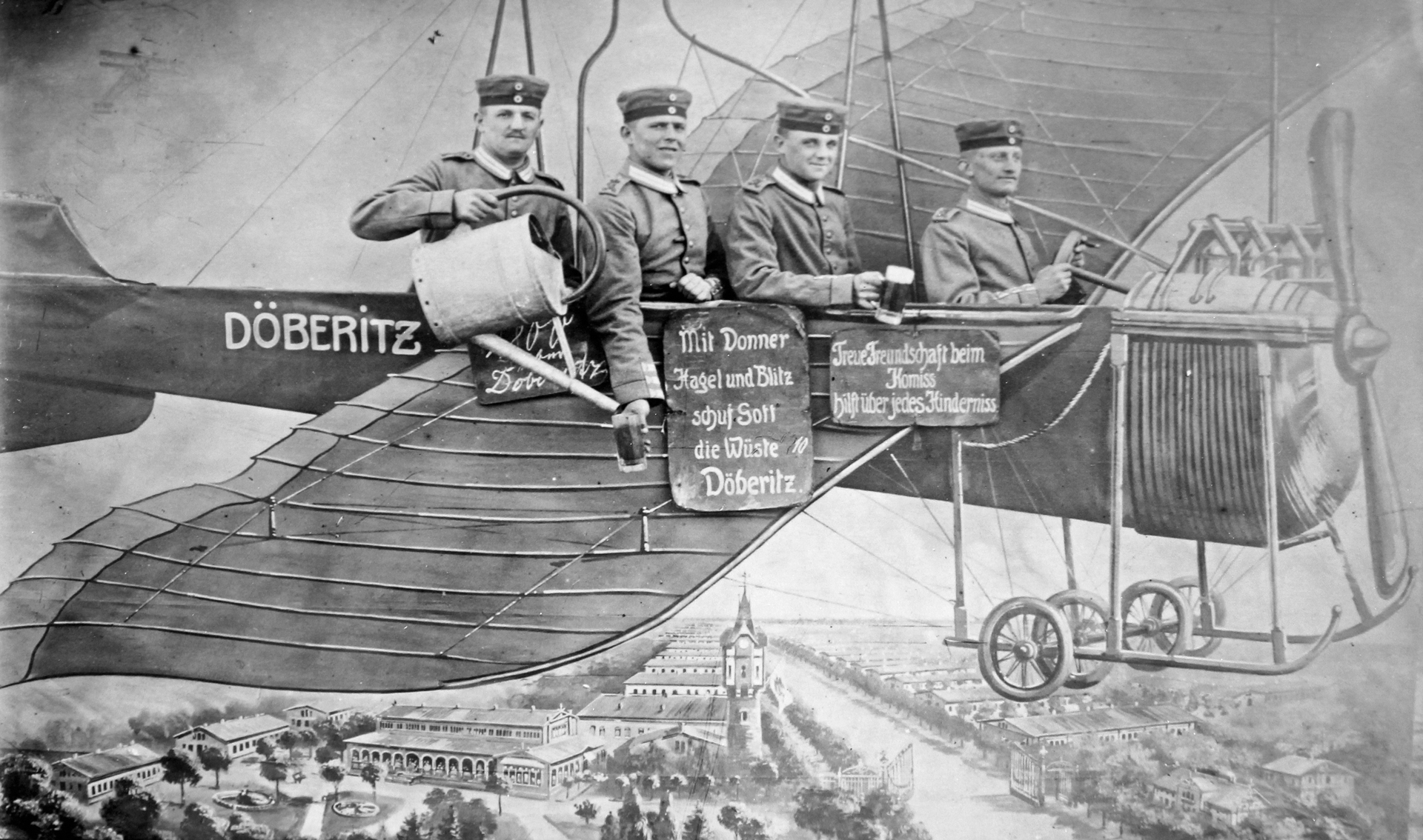
Militär-Erinnerungsfoto aus dem Mai 1914
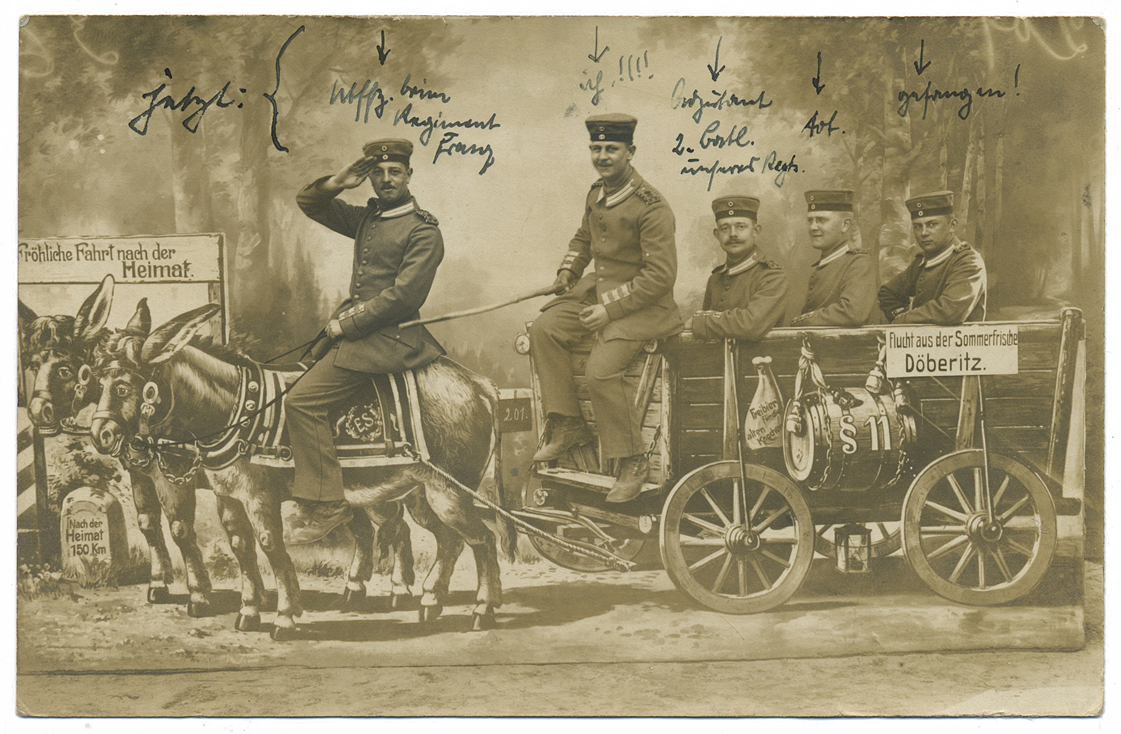
Das Kriegsgeschehen von 1915 erscheint erstmals auf einer Bildpostkarte.

Aufstellungen von Großverbänden (beispielhaft):
- 18. November 1939 – 163. Infanterie-Division (teilweise auch Truppenübungsplatz Jüterbog)

Nach dem Zweiten Weltkrieg kurzfristig als Flüchtlingslager umgenutzt, übernahm die Sowjetarmee 1947 das Areal. Bis zu 20.000 Soldaten waren dort untergebracht. 1992 endete die militärische Nutzung des Geländes mit dem Abzug der Truppen. Seit 1996 nutzt die Bundeswehr (Garnisonen Berlin-Spandau und Potsdam) im Süden einen etwa 600 Hektar großen Teil des Geländes wieder als Standortübungsplatz für Kraftfahrzeuge.
Die Kasernengebäude wurden ab 1994 entkernt und werden seither schrittweise abgerissen. Die entstehenden Brachen werden als Neubaugebiete erschlossen, die sich erneut am Grundriss der ehemaligen Lagerstruktur ausrichten. Das eingeebnete Flughafengelände wird seit 2004 von der Heinz-Sielmann-Stiftung als Wildfreigehege bewirtschaftet, der Übungsplatz ist seit 1997 ein von Wanderwegen durchkreuztes Naturschutzgebiet geworden.

## Kommandanten (Auswahl)
- Oberst/Generalmajor z. D. Heinrich von Warendorff: März 1894 – Mai 1901
- Generalmajor Arthur von Spalding: 1901–1906
- Oberst Günter von Ramberg: 1906/1907 (†)
- Generalmajor Franz Nowina von Axt: 1907
- Oberst/Generalmajor z. D. Werner von Heynitz: 1907–1911
- Swantus von Bonin (* 1855)
- Emmerich Freiherr Raitz von Frentz (* 1857)
- Generalleutnant von Loebell: 1914–1918
- unbekannt
- Oberstleutnant/Oberst Heinrich Freiherr von Hadeln: 1919–1923
- unbekannt
- Oberstleutnant/Oberst Max von Schütz: 1925–1929
- Oberst Jesco von Puttkamer: 1929–1932
- Oberst Konrad von Marées: 1932–1934
- Oberst/Generalmajor Walter von Dufay: 1934–1936
- Oberstleutnant/Oberst Heinrich Recke: 1936–1939
- Oberst/Generalmajor Paul Stoewer: 1939/1940
- Oberst Ernst-Georg von Eisenhart-Rothe: 1940/1941
- Generalmajor/Generalleutnant Ernst Groschupf: 1941/1942
- Oberst/Generalmajor Eckhard von Geyso: 1942/1943
- unbekannt

## Leiter des Ausbildungsstabes der Infanterie bis 1935 (Auswahl)
- Oberstleutnant/Oberst Eugen Ritter von Schobert: 1930–1932 Leiter des Ausbildungsstabes der Infanterie

## Kommandeure der Infanterieschule Döberitz ab 1935
- Oberstleutnant/Oberst Hans-Valentin Hube: 1935–1939
- Oberst Walther Krause: 1939–1941
- Generalmajor/Generalleutnant Karl Wilhelm Specht: 1941–1943
- Generalleutnant Otto Hitzfeld: 1943–1944
- Generalmajor Heinrich Wittkopf: 1944–1945
- Generalleutnant Heribert von Larisch: 1945

## Ausbilder und Absolventen
- Walter Buch
- Gertrud Kolmar arbeitete als Übersetzerin und Zensorin im russischen Kriegsgefangenenlager
- Heinrich Hogrebe
- Carl Rodenburg
- Otto Wagener
- Walter Hahm
- Mario Zippermayr
- Kurt Andersen
- Hermann Ehrhardt
- Wilhelm Adam
- Albrecht Schoenhals
- Herbert Hockemeyer
- Herbert Otto Gille
- Walter Schroth